# Полтва (річка)
По́лтва (пол. Pełtew) — річка в Україні, у межах міста Львова, а також Львівського та Золочівського районів Львівської області. Ліва притока Західного Бугу. Бере початок з кількох потоків у Львові.
Через часті паводки та інші проблеми Полтву в межах Львова в кінці 19 ст. було вирішено сховати під землю. Зокрема русло річки проходить під сучасними вулицями Вітовського та Руставелі, а також проспектами Шевченка, Свободи та Чорновола.

## Назва
На думку Зиновії Франко, річкові назви з формантами *-va, *-ava (Боржава, Іква, Нічлава, Ослава, та ін.) історично є композитами, а сучасні форманти -ва, -ава є рудиментами колишнього апелятиву «річка». Назва етимологічно споріднена із праслов'янським коренем *plot, *plъt та інфінітивом *plyti — «пливти», або гіпотетичним праслов'янським коренем *plot — «широкий, повільний» (старогрецьке πλατυσ — «широкий, плоский», литовське platús — «широкий»). Первинна етимологія: «повільна, широка річка».[джерело?]

## Характеристики

### Опис
Витоком Полтви вважають потік Пасіку, який бере свій початок у верхній (південно-східній) частині львівського парку «Погулянка» (бл. 350 м над рівнем моря).
У межах міста річище сховане в каналізаційному колекторі.
Довжина річки від витоку до гирла (м. Буськ) бл. 60 км. Площа басейну 1 440 км². Заплава двостороння, завширшки 0,3—0,5 км, у пониззі на окремих ділянках досягає 1,5 км. Річище нижче Львова помірно звивисте, переважно випрямлене та обваловане. Ширина річища 12—15 м, подекуди — до 20 м, глибина в пониззі 1,5—2 м. Пересічний похил річки 0,85 м/км.
Середньодобова витрата води помірно невелика. Живлення снігово-дощове, велику роль відіграють численні невеликі притоки, як у межах Львова, так і за його околицями.

### Якість води
Як встановлено дослідженнями, мінералізація води Полтви помітно відрізняється за двома створами гідрохімічного моніторингу: м. Львів (3,5 км нижче міста) та м. Буськ. Мінералізація води Полтви (м. Львів — 3,5 км нижче міста) в середньому становить: весняна повінь — 784 мг/дм³; літньо-осіння межень — 801 мг/дм³; зимова межень — 847 мг/дм³. Мінералізація води (м. Буськ) в середньому становить: весняна повінь — 613 мг/дм³; літньо-осіння межень — 640 мг/дм³; зимова межень — 670 мг/дм³. У районі Львова мінералізація води річки значно вища, ніж біля Буська — за рахунок більшого вмісту хлоридів і сульфатів (антропогенне надходження).
Концентрація забруднювальних речовин у воді Полтви, характер кисневого режиму та інших показників свідчить про те, що річка перебуває у кризовому екологічному стані, у ній пригнічені процеси самоочищення — річка потребує водоохоронних заходів. Давно назріло питання проведення ревіталізації хоча б окремих ділянок річки.

### Розташування
Витоки розташовані в місті Львові (біля верхньої частини вулиці Зеленої), між пагорбами Львівського плато. У межах міста річка тече спочатку на північний захід, потім на північ і далі на північний схід. Нижче Львова Полтва тече в межах Грядового Побужжя (між Винниківською та Малехівською грядами) переважно на схід і (у нижній течії) на північний схід.
Впадає до Західного Бугу в місті Буську.

### Притоки
У межах Львова: 
ліві (стікають з Львівського плато та Розточчя):
- Сорока (з'єднується з Полтвою біля пам'ятника Грушевському на проспекті Шевченка
- Залізна Вода (починається з боку Нового Львова, впадає в Сороку біля Стрийського базару)
- Вулецький (або Вулька; з'єднується зі Сорокою на початку вул. Княгині Ольги)
- притока Сороки, яка тече з боку Головного вокзалу
- Клепарівський
- Голосківський

праві (стікають з Львівського плато):
- Пасіка
- Кривчицький.

За межами Львова:
- ліві: Яричівка, Думниця
- праві: Миклашівка, Білка, Перегноївка, Гологірка

### Гідрогеологія
Верхня частина річки та її численні невеликі притоки створили сучасний рельєф центральної частини Львова. Мальовничі пагорби Львова є ерозійними останцями неоген-плейстоценових порід, які дренуються гідрогеологічною системою Полтви. У нижній частині річкової долини поширені слабопроникні неоплейстоценові глини і маастрихтські мергелі, що спричинило тут утворення боліт і торфовищ.

## Полтва у Львові

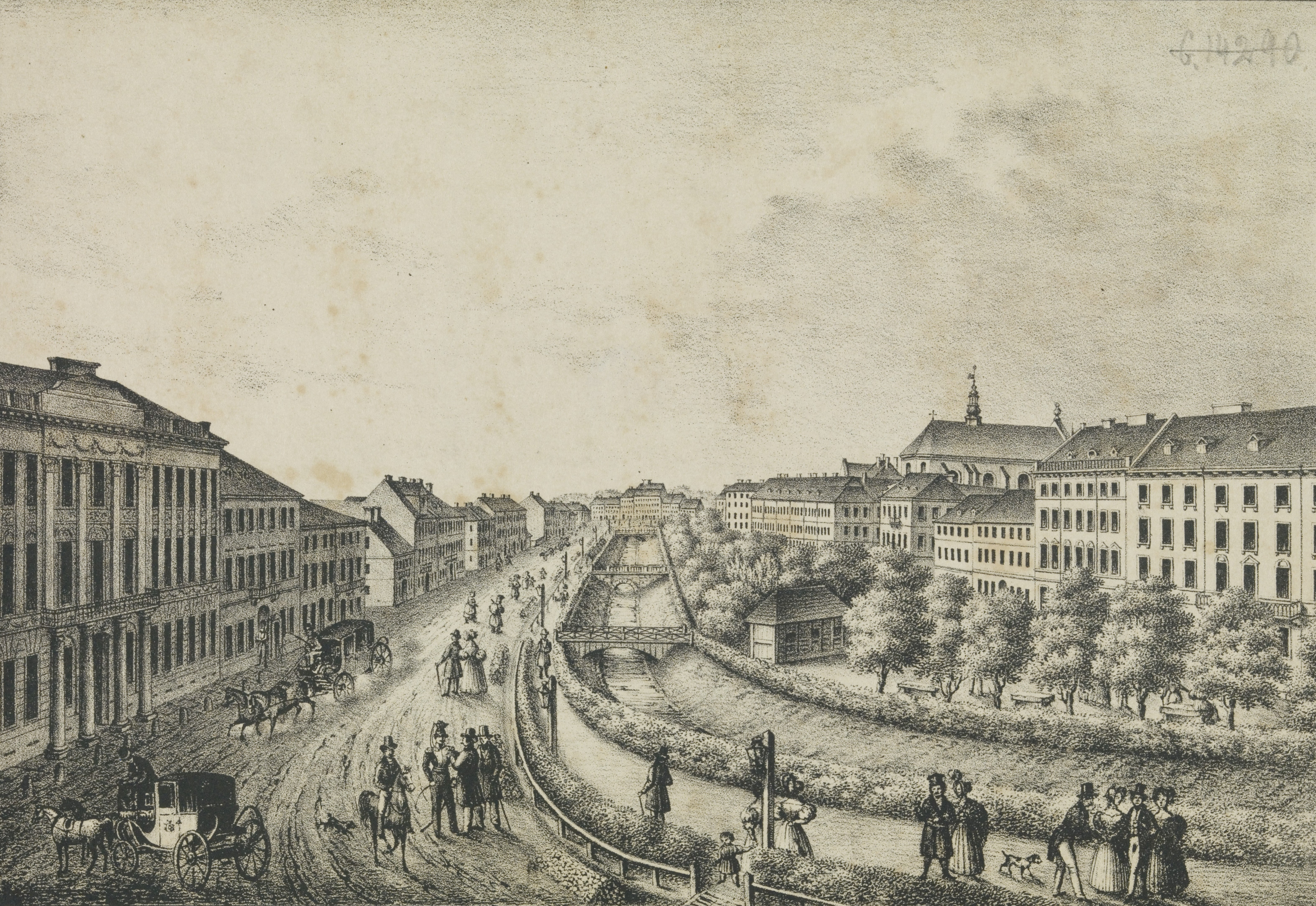
Полтва у Львові (1840 рік, теперішній проспект Свободи)

### Історія
У межах Львова русло річки та її приток сховано в каналізаційний колектор. Навесні та влітку зі зливових решіток над центральним колектором чути специфічний каналізаційний запах стічних вод.
Полтва бере початок з багатьох природних джерел у районі парку «Погулянка», де занурюється у спеціально для неї побудовані катакомби, що тягнуться через усе місто, просто через центр. Туристи, гуляючи проспектом Свободи та милуючись красою Оперного театру, навіть не здогадуються (якщо їм не сказати), що просто під їхніми ногами тече повноводна невидима річка, місцевий «Стікс». 
Зі свідчень пізньосередньовічних краєзнавців випливає, що за їхніх часів Полтва була судноплавною, принаймні якісь там рибальські барки доходили нею до Львова аж від Балтійського моря і тогочасні гравюри на це натякають. Наприкінці XIX століття міські урядники вирішили, що нічого, крім шкоди, ця річка Львову не приносить. За неповних чотириста років було задокументально зафіксовано вісім паводків  (у 1511, 1514, 1617, 1770, 1811, 1843, 1853 i 1872 роках). Серед аргументів називали забагнюченість місцевості, гниття води, міріади мух, комарів, малярійну загрозу, сморід. Останнє, вочевидь, і підказало їм єдино прийнятне рішення — заховати річку під землю, замурувати її, перетворивши у міську каналізаційну систему. Довжина каналізації: 1870 рік — 15 км, 1903 рік — 54 км, 1910 рік — 82 км, 1939 рік — понад 150 км.
Під час Другої світової війни в каналізаційній системі ховалися євреї. Найвідоміший випадок Крістіна Хіґер, яка з родиною та іншими людьми провела в каналізації 14 місяців.

### Історичний опис
|  | На захід від середмістя за Полтвою, Академічною вулицею (пр. Шевченка) і Гетьманськими валами (пр. Свободи) в давніх часах були багнища й мочари. Ще коло 1780 р. на вулиці Карла Людвика (Легіонів — пр. Свободи, непарні числа), як згадує один із львів'ян, «нічого іншого не було, тільки багна й трясовища; кілька домиків, розкинених тут і там при вулиці Єзуїтській (тепер Ягайлонська — акад. В. Гнатюка), два домики при вул. Сикстуській (Дорошенка), а як ціла Широка вулиця (теп. Коперника), все місце було болотнисте, самі мочари, трясовища, зарослі тростиною,— там на качки славно польовано». В околиці Академічної площі (початок вул. Саксаганського і пр. Шевченка), Хоружчини (Чайковського) й пасажу Гавсмана (пров. Крива Липа) були ставки. Академічною вулицею, Марійською (пл. Міцкевича) площею й далі через Гетьманські вали плила Полтва. На Академічній вулиці сходилися два її джерельні потоки — Пасіка й Сорока. Полтва була ще значною річкою, мала багато води, виливала не раз і робила на передмісті значні шкоди. У 1511 р. вона виступила з берегів, підмулила кілька домів і частину міського муру. В червні 1514 р. річка вилляла так, що вода вдерлася аж до міста між мури. В 1770 р. вода залляла нижче положені пивниці й церковні підземелля, де поховано знаменитіших осіб. Як вода упала, тіла почали гнити, так що мало не прийшла пошесть у місто. В 1853 р. вода йшла рівно з берегами, несла з собою балки, дерева, вирвані з корінням, хатні предмети. На Галицькому передмісті вода забрала двоє дітей, одно врятовано, друге потонуло. Останній вилив Полтви був 1872 р., вода виступила аж на Гетьманські вали, позабирала на передмісті свиней, котів і псів. Марійська площа виглядала тоді як одно велике багнище. |

### Засклепіння Полтви
В другій половині XIX століття магістрат Львова вирішив заслепити Полтву (сховати її під землю). 1879 року річку було перекрито на двох відрізках – поблизу театру Скарбінського (нині Заньковецької) та на вулиці Академічній (нині проспект Шевченка). Процесом керував Флоріан Ундерка.
Після кількарічних підготовчих робіт навесні 1885 року почався перший етап засклепіння річки. Було закрито перші ділянки на вулиці Академічній. Для цього додатково було перекрито притоковий потік Пасіка на нинішніх вулицях Фредра та Саксаганського. У 1887 році тривали роботи з перекриття частини на Марійській площі (нині площа Міцкевича) до площі Ґолуховських (сучасна вулиця Торгова). Перший етап було завершено у 1890 році, коли було закрито русло Полтви в районі вулиці Зернової і перекрито річку дубовими плахами на площі Різні. Таким чином, до 1895 року було перекрито 837 метрів Полтви та понад пів кілометра потоку Пасіки. Роботами першого етапу керував інженер Вацлав Ібянський.
Під час робіт в річищі Полтви знайшли багато кісток людей, що загинули під час облог міста. Останки поховали 7 вересня 1887 року на Стрийському цвинтарі.
Другий етап розпочався у 1913 році, але Перша світова війна змусила перервати роботи. Третій етап почався 1921 року і стосувався ділянки, що простягалась уздовж нинішнього проспекту Чорновола. Масштабні роботи в межах міста було завершено у середині 1920-х років. Пізніше відбувались лише поодинокі, локальні зміни вже не пов'язані з регуляцією Полтви, річку продовжували каналізувати. Один із останніх таких заходів було здійснено у 1970-х роках. Сьогодні практично усі потоки у межах міста протікають під землею.

### Цікаві факти
Існує міська легенда, ніби з оркестрової ями у Львівській опері до сьогодні можна вслухатися в підземний шум сканалізованої Полтви.
Колись посеред Полтви був острів. Тепер на тому місці розташована площа Міцкевича. У середньовіччі річка Полтва перед сучасною площею Міцкевича розділялась на два розтоки і на острові, який вони утворювали, з давніх часів була поставлена каплиця Божої Матері. У 1904 році скульптуру у зв'язку зі спорудженням пам'ятника Міцкевичу перенесли на інше місце (неподалік).